# Gustav Meyer
Gustav Meyer (ur. 25 listopada 1850 w Strzelcach Opolskich, zm. 28 sierpnia 1900 w Feldhof k. Grazu) – niemiecki filolog i bałkanista.

## Życiorys
W latach 1867–1871 odbył studia z zakresu filologii klasycznej na Uniwersytecie Wrocławskim. Po ukończeniu studiów podjął pracę nauczyciela w gimnazjum w Gocie, a od 1874 w niemieckojęzycznym gimnazjum w Pradze. W 1876 otrzymał tytuł Privatdozent i rozpoczął wykłady z zakresu gramatyki łacińskiej i greckiej na uniwersytecie Karola w Pradze. W 1875 otrzymał profesurę na uniwersytecie w Grazu, gdzie prowadził zajęcia z sanskrytu i języków klasycznych.
Prowadząc badania nad językiem nowogreckim zainteresował się także językiem albańskim. Należał do grupy badaczy identyfikujących język albański z indoeuropejską grupą językową. Interesował go także folklor albański – w 1884 w piśmie Archiv für Litteraturgeschichte wydał zbiór czternastu bajek albańskich. Większość albańskich bajek i przysłów zebrał wśród ludności albańskojęzycznej mieszkającej we Włoszech (Arboresze) i w Grecji.
Od lat 80. do końca swojego życia prowadził badania nad fonetyką i gramatyką historyczną języka albańskiego.

## Dzieła
- 1888: Kurzgefaβte albanesische Grammatik mit Lesestücken und Glossar, wyd. Lipsk
- 1892: Etymologisches Wörterbuch der Albanischen Sprache, wyd. Strasburg
- 1895-1896: Albanesische Studien, wyd. Wiedeń